# Listă de ofițeri KGB
Aceasta este o listă de ofițeri KGB:
- Vladimir Putin
- Valerii Gaiciuc, a fost prins la Iași, în anul 2011, în timp ce încerca să comită un jaf de un milion de dolari.[1]